# 1060

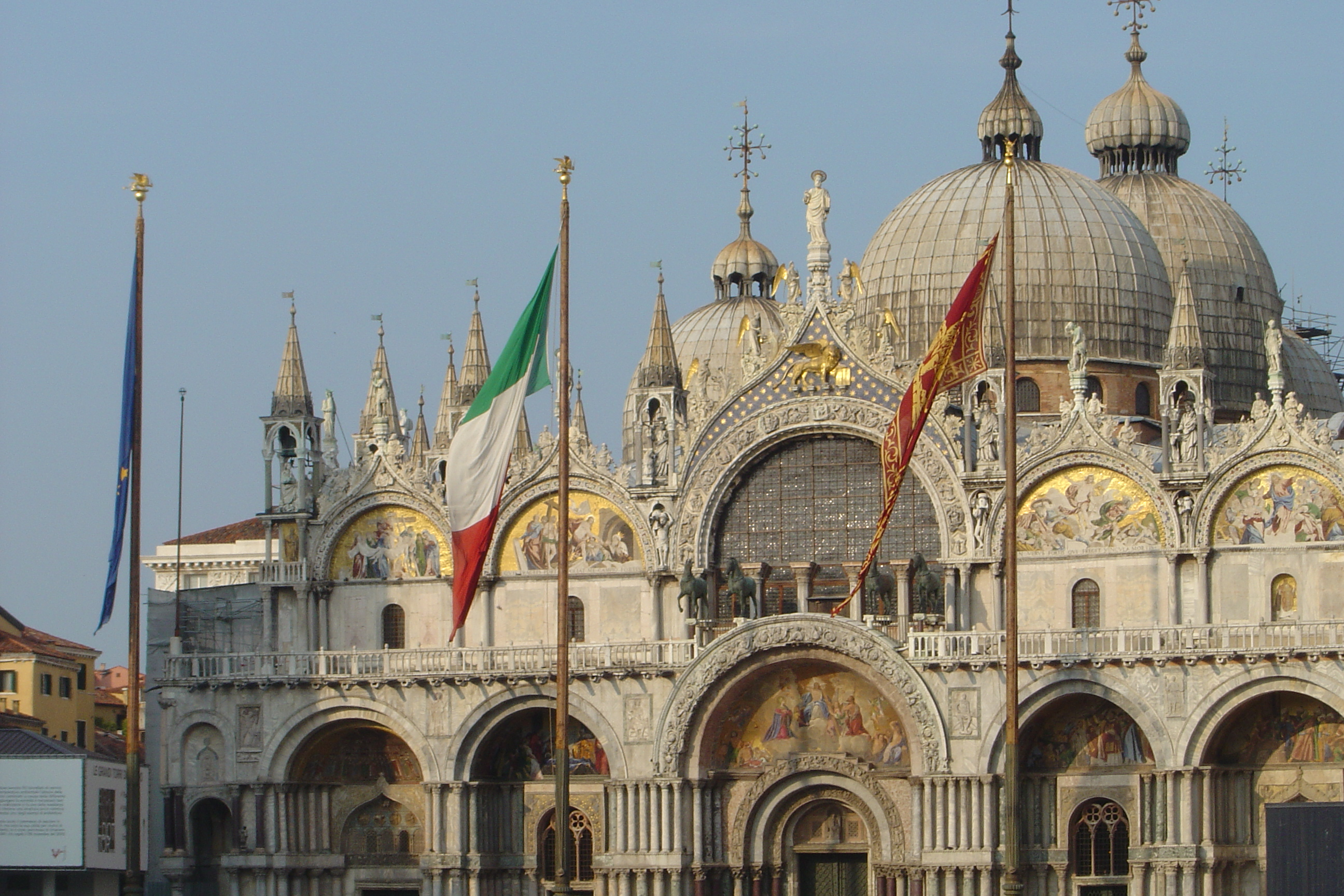
Basiliek van San Marco

Het jaar 1060 is het 60e jaar in de 11e eeuw volgens de christelijke jaartelling

## Gebeurtenissen
- Tegenpaus Benedictus X wordt gevangengezet.
- De Basiliek van San Marco in Venetië wordt gebouwd (jaartal bij benadering)
- De bouw van de kathedraal van Lucca wordt begonnen
- Ernst de Strijdbare van Oostenrijk trouwt met Adelheid van Eilenburg
- Voor het eerst genoemd: Marbais, Méan, Moeskroen, Pellen

## Opvolging
- Anjou en Tours - Godfried II opgevolgd door zijn neef Godfried III
- Dammartin - Odo opgevolgd door zijn broer Hugo I
- Frankrijk - Hendrik I opgevolgd door zijn zoon Filips I onder regentschap van diens moeder Anna van Kiev en Boudewijn V van Vlaanderen
- katapanaat van Italië - Miriarchos in opvolging van Argyrus
- Joigny en Joinville - Steven van Vaux opgevolgd door zijn zoon Godfried I
- Lusignan - Hugo V opgevolgd door zijn zoon Hugo VI
- Mortagne - Rotrud II opgevolgd door zijn zoon Godfried II
- graafschap Toulouse - Pons opgevolgd door zijn zoon Willem IV
- Zweden - Emund opgevolgd door zijn schoonzoon Stenkil (jaartal bij benadering)

## Geboren
- 18 september - Godfried van Bouillon, hertog van Neder-Lotharingen (1089-1100), kruisvaarder en Voogd van het Heilig Graf (1100)
- Odo van Doornik, Lotharings geleerde, bisschop van Kamerijk
- Ailbertus van Antoing, Belgisch kloosterstichter (jaartal bij benadering)
- Brahmadeva, Indiaas wiskundige (jaartal bij benadering)
- Berthold van Rheinfelden, hertog van Zwaben (1079-1090) (jaartal bij benadering)
- Egbert II, markgraaf van Meissen (1068-1076) en Brunswijk (1068-1090) (jaartal bij benadering)

## Overleden
- 7 mei - Gisela van Beieren (~74), echtgenote van Stefanus I van Hongarije
- 29 juni - Hendrik I, paltsgraaf van Lotharingen
- 4 augustus - Hendrik I (52), koning van Frankrijk (1031-1060)
- 9 oktober - Hugo V, heer van Lusignan
- 14 november - Godfried II, graaf van Anjou en Tours (1056-1060)
- Astrid Njalsdotter, echtgenote van Emund van Zweden
- Gunhild van Noorwegen, echtgenote van Anund Jacob van Zweden en Sven II van Denemarken
- Pons, graaf van Toulouse (1037-1060)
- Rotrud II, heer van Mortagne en Nogent en burggraaf van Châteaudun
- Steven van Vaux, graaf van Joigny en heer van Joinville
- Emund, koning van Zweden (ca. 1052-1060) (jaartal bij benadering)